# Order Aviz (Brazylia)
Cesarski Order Świętego Benedykta z Aviz (por. Imperial Ordem de São Bento de Aviz) – wysokie odznaczenie wojskowe Cesarstwa Brazylii.
Pochodzeniem nawiązywał do średniowiecznego, portugalskiego Zakonu Avis (od 1789 roku Orderu Avis), który według legendy został ustanowiony w XII wieku przez Alfonsa Zdobywcę. Dekretem cesarskim z 9 września 1843 został pozbawiony religijnego charakteru, odtąd występując w formie odznaczenia. Po powstaniu Federacyjna Republika Brazylii, dekretem z 22 marca 1890 został zachowany (podobnie jak Order Krzyża Południa) i przeznaczony wyłącznie do nagradzania wojskowych. Wszystkie brazylijskie zakony rycerskie, w tym Order św Benedykta z Avis i Order Krzyża Południa, a nawet nowo utworzony Order Kolumba (stworzony przez Rząd Tymczasowy Republiki 6 czerwca 1890), zostały zniesione w momencie przyjęcia pierwszej konstytucji Republiki Federalnej Brazylii (24 lutego 1891), z powodu klauzuli w konstytucji wygaszającej wszystkie tytuły szlacheckie i odznaczenia. Przepis ten interpretowany był jako zakaz przyznawania nowych tytułów i odznaczeń oraz organizowania się w zakony rycerskie, ale nie jako zakaz używania tytułów i zaszczytów otrzymanych w przeszłości. Tym samym osoby, którym przyznano szlacheckie tytuły lub stanowiska w zakonach rycerskich przed ich wygaszeniem, miały prawo do wspomnianych tytułów i insygniów orderu. W związku z powyższym, Zakon Świętego Benedykta z Avis przestał istnieć, dopiero gdy wszyscy dopuszczeni do niego przed 1891 zmarli.
Dekretem nr 4328 z dnia 15 listopada 1901 utworzono medal wojskowy nazwany po zlikwidowanym orderze: Medalem Orderu Avis.
Order dzielił się na pięć klas, według tradycyjnego schematu Legii Honorowej:
- I Klasa – Krzyż Wielki (Grã-Cruz)
- II Klasa – Dygnitarz (Dignitário)
- III Klasa – Komandor (Comendador)
- IV Klasa – Oficer (Oficial)
- V Klasa – Kawaler (Cavaleiro)